# Victor Choulman
Victor Wladimirowitsch Choulman (russisch Виктор Владимирович Шульман; * 27. Januar 1938 in Moskau) ist ein sowjetischer und russischer Regisseur, Intendant, Dozent und Schauspieler.

## Leben und Wirken
Victor Choulman wuchs in Moskau auf und besuchte dort die Schtschukin-Theaterhochschule. Choulman erreichte einen Diplom-Abschluss im Fach Regie und Schauspiel. Über drei Jahrzehnte lang war er an verschiedenen Theatern in ganz Russland als Intendant, Regisseur und Schauspieler tätig. Er wirkte in zahlreichen Theaterstücken von Dostojewski, Tschechow, Shakespeare, Molière, Ibsen und Bertolt Brecht sowie auch in modernen russischen Stücken mit.
Seit 1996 ist Choulman der Leiter des Studententheaters am Institut für Slawistik an der Humboldt-Universität zu Berlin. Er ist zudem auch als Dozent an verschiedenen Schauspielschulen tätig. Seit dem Jahr 2004 ist Choulman auch als Schauspieler in Deutschland tätig.
Victor Choulman lebt in Berlin. Neben seiner Muttersprache Russisch spricht er auch fließend Ukrainisch und Deutsch.

## Filmografie
- 2004: Gram (Kurzfilm)
- 2005: Otjesd (Kurzfilm)
- 2007: Du bist nicht allein
- 2007: Bella Block (Fernsehserie, 1 Folge)
- 2008: Fleisch ist mein Gemüse
- 2008: Der Mond und andere Liebhaber
- 2009: Tatort: Häuserkampf
- 2012: Kaddisch für einen Freund
- 2014: Altersglühen – Speed Dating für Senioren
- 2015: Großstadtrevier (Fernsehserie, 1 Folge)
- 2015: Erich Mielke – Meister der Angst
- 2019: Krauses Hoffnung
- 2020: Krauses Umzug
- 2021: Krauses Zukunft
- 2022: Krauses Weihnacht